# .sys
.sys — це розширення файлу, що використовується в програмах MS-DOS та операційних системах Microsoft Windows, які часто містять драйвери пристроїв або конфігурації апаратного забезпечення для системи.
Більшість DOS.sys файлів є драйверами пристроїв у реальному режимі. Однак певні файли, такі як MSDOS.SYS та IO.SYS являють собою основні файли операційної системи в MS-DOS та Windows 9x. Текстовий файл CONFIG.SYS містить різні параметри конфігурації та визначає, які драйвери пристрою будуть завантажені.
 COUNTRY.SYS — це бінарна база даних, що містить інформацію про країни і кодові сторінки для використання з директивою CONFIG.SYS і драйвером NLSFUNC тоді як KEYBOARD.SYS — це бінарна база даних, що містить інформацію, пов'язану з розкладкою клавіатури, включаючи короткі послідовності P-кодів, що виконуються інтерпретатором всередині драйвера клавіатури KEYB.

## Розташування файлу
Зокрема, у Windows Vista та її наступниках файли .sys знаходяться в основному за такими шляхами:
C:\Windows\system32\drivers
C:\Windows\WinSxS